# Festung Warschau
Festung Warschau – wojskowe plany dowództwa niemieckiego wobec Warszawy w czasie II wojny światowej, zmierzające do przekształcenia stolicy Polski w jedną z wielu twierdz na froncie wschodnim. Plany te zostały zrealizowane w niewielkim stopniu i Festung Warschau osiągnęła jedynie niewielką wartość bojową.
Koncepcja powstała pod koniec lipca 1944, gdy front zbliżył się do miasta. Stłumienie powstania warszawskiego, a następnie zburzenie Warszawy, zmierzające do przekształcenia ruin miasta w twierdzę nie przyniosły Niemcom efektów militarnych ani politycznych. Opuścili oni Warszawę w połowie stycznia 1945, stawiając minimalny opór.

## Historia

### Geneza
23 czerwca 1944 Armia Czerwona rozpoczęła na froncie wschodnim operację Bagration, szeroko zakrojoną ofensywę z Białorusi w kierunku okupowanej przez III Rzeszę Polski, w tym Warszawy. Miasto było bardzo ważnym węzłem kolejowym i drogowym, zapewniającym Niemcom dopływ zaopatrzenia na front. Adolf Hitler wydał rozkaz utrzymania Warszawy za wszelką cenę. 27 lipca 1944 na wojennego komendanta miasta został wyznaczony gen. Reiner Stahel, który otrzymał szerokie pełnomocnictwa na podstawie specjalnego dekretu O obronie twierdz. Uzyskał nieograniczoną władzę. Gdyby twierdza została uznana za zaatakowaną lub odciętą, sprawowałby władzę sądową nad wszystkimi osobami znajdującymi się w twierdzy; byłby panem ich życia i śmierci.

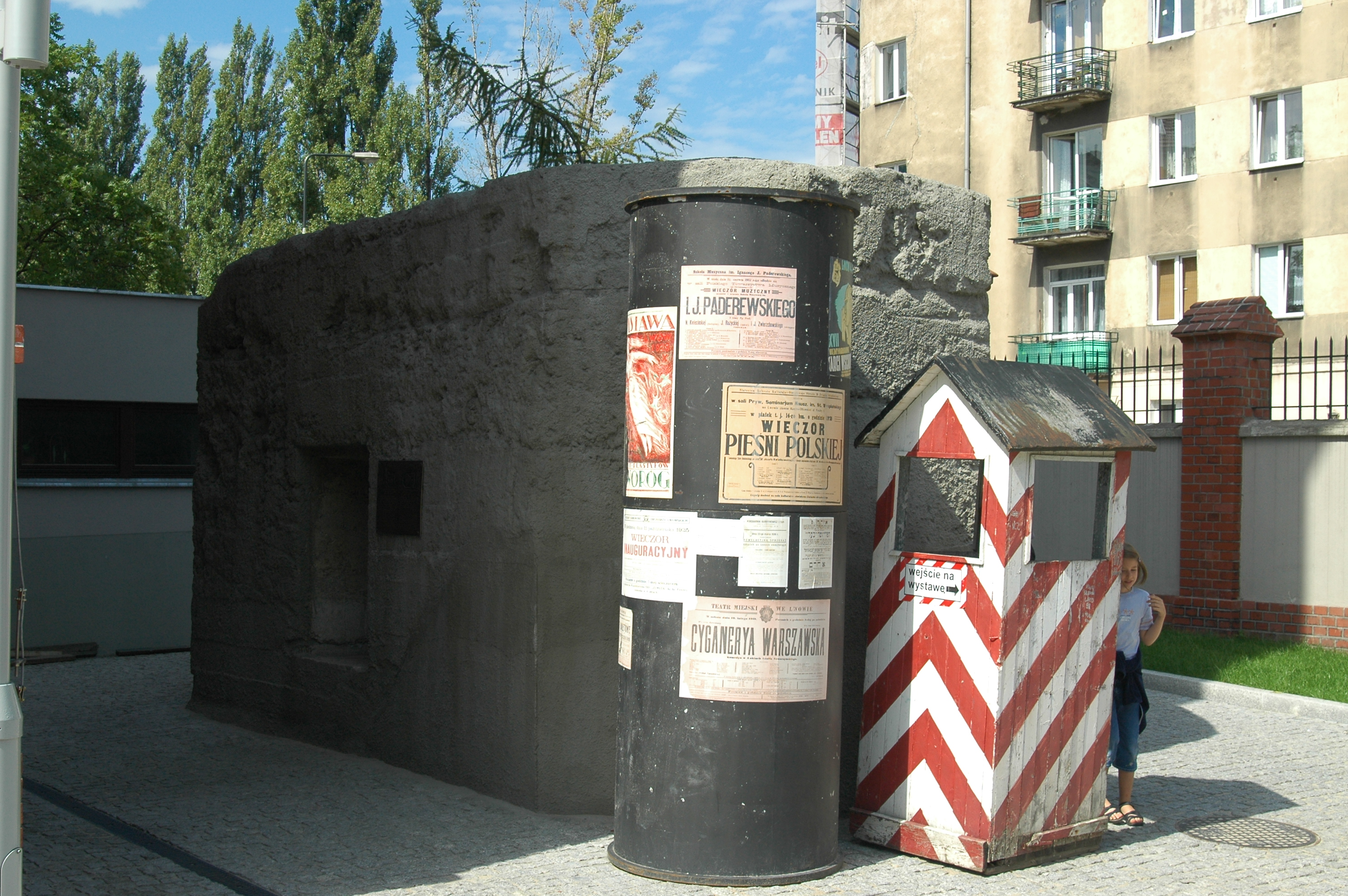
Schron bojowy Ringstand 58c (zasłonięty słupem ogłoszeniowym i budką strażniczą) będący elementem Festung Warschau, wydobyty z ul. Mokotowskiej i eksponowany w Muzeum Powstania Warszawskiego

1 sierpnia 1944 został opracowany projekt otoczenia całej aglomeracji warszawskiej dwoma pierścieniami obronnymi. Pierścień zewnętrzny (Ausserer Ring) miał przebiegać po linii historycznych fortów osłaniających podejścia do miasta: strzelnica Bielany, Wawrzyszew, Babice, Blizne, Chrzanów, Skorosze, Okęcie, Gorzkiewki, Służew i Czerniaków. Pierścień wewnętrzny, miejski (Innerer Ring) wytyczał skraj przedmieść: Bielany, Górce, Włochy, Ksawerów, Czerniaków i Siekierki. Pierścień zewnętrzny miał mieć długość 44 km, wewnętrzny 19 km. Wzdłuż miejskiego pierścienia zaplanowano budowę 600 betonowych schronów bojowych typu Ringstand 58c, wcześniej sprawdzonych w innych okupowanych krajach Europy.
Do prac koncepcyjnych nad przekształceniem Warszawy w twierdzę przystąpiono 23 sierpnia 1944, a więc jeszcze w trakcie powstania warszawskiego. 28 września 1944 Oberkommando des Heeres wydało instrukcję do komendantów twierdz ustalającą, że poddanie twierdzy może nastąpić wyłącznie za zgodą Führera i Naczelnego Dowódcy Wehrmachtu.
Dowództwo niemieckie zaplanowało prace budowlane na obszarze twierdzy z olbrzymim rozmachem, jednak ograniczone zasoby materiałowe i ludzkie oraz niekonsekwentne ich wykorzystanie doprowadziły do jedynie znikomego efektu. Walory obronne Festung Warschau były minimalne. Do jej obsadzenia sformowano specjalną załogę (Dywizja Forteczna Warszawa), której wartość bojowa była najprawdopodobniej bardzo niska, ponieważ – jak się to okazało kilka miesięcy później – w momencie rozpoczęcia sowieckiej ofensywy styczniowej nie podjęła nawet próby stawienia oporu.

### Budowa twierdzy

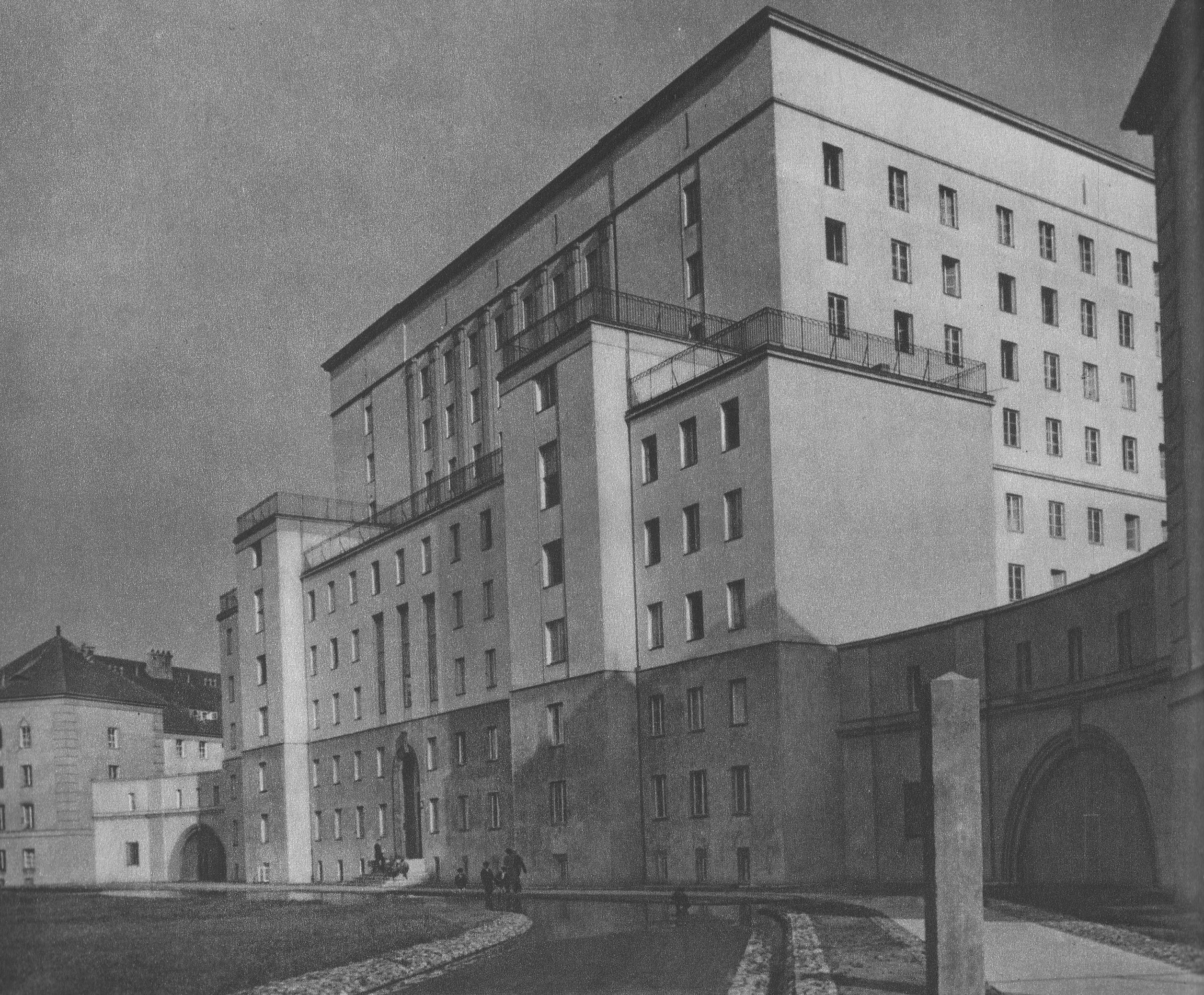
Dom Akademicki przy pl. Narutowicza. Mieściła się tam pierwsza kwatera komendantury Festung Warschau

Po zdławieniu powstania warszawskiego Niemcy przystąpili do fizycznej zagłady Warszawy i rozbudowy na jej gruzach twierdzy. 18 października 1944 dowódca 9 Armii ogłosił obszar miejski Warszawy twierdzą. Od 15 października do 26 grudnia 1944 jej komendantem był gen. Hellmuth Eisenstuck, następnie (przez niecały miesiąc) gen. Friedrich Weber. Komendantura Festung Warschau początkowo miała swoją siedzibę w Domu Akademickim przy pl. Narutowicza na warszawskiej Ochocie, później w Ożarowie Mazowieckim.
W budowie twierdzy uczestniczyli wojskowi i policyjni saperzy, pracownicy Organizacji Todta oraz polscy robotnicy przymusowi. Prace nad kompletowaniem załogi i rozbudową umocnień były jednak prowadzone wolno oraz napotykały różne przeszkody. Potrzebna była siła robocza w postaci polskich robotników oraz niezakłócony napływ materiałów budowlanych.
Budowę Festung Warschau utrudniał również fakt, że Niemcy usiłowali zrealizować jednocześnie cele militarne, tj. przekształcić Warszawę w silny punkt oporu, jak i polityczne – tj. unicestwić polską stolicę. Przekładało się to m.in. na chaos kompetencyjny. Komendant twierdzy podlegał bowiem w sprawach budowy i zaopatrzenia dowódcy saperów 9 Armii, pod względem taktycznym, jako dowódca Dywizji Fortecznej – dowódcy XXXXVI KPanc., a w dodatku w sprawach związanych z niszczeniem i ewakuacją miasta musiał współpracować z Dowódcą SS i Policji na dystrykt warszawski. Generał Eisenstuck zeznawał po wojnie, że deficytowe amunicja, benzyna i materiały wybuchowe zamiast do budowy i zaopatrzenia Festung Warschau były używane do niszczenia miasta. W dodatku poprzez wyburzenia i podpalenia pozbawiano garnizon twierdzy kwater, a jej pozycje obronne – osłony.
Dopiero 13 grudnia 1944 powstał ostateczny projekt kształtu Festung Warschau i jej obiektów obronnych. Według autorów leksykonu Warszawa walczy 1939–1945 twierdza miała się składać z trzech pozycji (zewnętrznej/wysuniętej, głównej i wewnętrznej) oraz stanowisk artylerii. Niemieckie dowództwo zakładało, że będzie w stanie wytrzymać trzymiesięczne oblężenie.
Z powodu panujących niskich temperatur (przełom jesieni i zimy) musiano ograniczyć lub zaniechać prac związanych z użyciem betonu i głównie wykonywać obiekty polowe. 12 stycznia 1945 Armia Czerwona (1 Front Białoruski) rozpoczęła ofensywę. Na podstawie dyrektywy wydanej 16 stycznia 1945 przez szefa Sztabu OKH Heinza Guderiana Niemcy zarządzili odwrót swych sił i 17 stycznia 1945 zaczęli wycofywanie się z Warszawy (zakończyła się niemiecka okupacja), w trakcie którego Dywizja Forteczna Warszawa rozpadła się. Hitler, gdy dowiedział się o dyrektywie, rozkazał jej natychmiastowe anulowanie i bezwzględne bronienie Warszawy, było jednak już za późno. W czwartym dniu operacji zaczepnej 1 Frontu Białoruskiego do miasta wkroczyły, napotykając jedynie sporadyczny opór, jednostki 1 Armii Wojska Polskiego.
Do czasów współczesnych zachowało się kilkadziesiąt schronów bojowych Festung Warschau.